# جورج لوریخ
جورج لوریخ (استونیایی: Georg Lurich; ۲۲ آوریل ۱۸۷۶ – ۲۰ ژانویهٔ ۱۹۲۰) کشتی‌گیر کشتی حرفه‌ای اهل استونی بود.
وی ورزش را از سنین پایین شروع کرد و پس از فارغ‌التحصیلی از مدرسه مدرن پیتر در تالین (امروزه، دانشکده علوم متوسطه تالین) در سال ۱۸۹۵ به شهر سن پترزبورگ سفر کرد و در آنجا تمرینات وزنه‌برداری و کشتی را انجام داد.
لوریخ اولین وزنه‌بردار استونیایی بود که توانست یک رکورد جهانی وزنه‌برداری را به نام خود ثبت کند، عموم مردم استونی با اشتیاق در مسابقات او شرکت کردند و محبوبیت لوریچ در میهن خود به اوج خود رسید، وی در شهرهای استونی چندین باشگاه ورزشی راه‌اندازی کرد.
وی در سال ۲۰ فوره ۱۹۲۰ به دلیل ابتلا به سینه‌پهلو در شهر آرماویر، روسیه درگذشت و در گورستان آلمانی به خاک سپرده شد.